# Ichneumon brachyurus
Ichneumon brachyurus là một loài tò vò trong họ Ichneumonidae.